# بايرام اولغين
بايرام اولغين (بالتركية: Bayram Olgun)‏ (6 أبريل 1990 بوان في تركيا - ) هو لاعب كرة قدم تركي في مركز حراسة المرمى. شارك مع منتخب تركيا تحت 19 سنة لكرة القدم ومنتخب تركيا تحت 21 سنة لكرة القدم. أما مع النوادي، فقد لعب مع أنقرة غوجو ومانيساسبور وMamak FK ‏.

## وصلات خارجية
- بايرام اولغين على موقع اتحاد تركيا (لاعب) (الإنجليزية)
- بايرام اولغين على موقع قاعدة بيانات كرة القدم.إي يو (الإنجليزية)
- بايرام اولغين على موقع عالم كرة القدم.نت (الإنجليزية)